# Brunette
Elen Jeremjan (armensko Էլեն Երեմյան), poklicno znana kot Brunette (armensko Բրյունետ), armenska pevka in besedilopiska, * 27. maj 2001.

## Kariera
Brunette poje od četrtega leta, od petnajstega pa piše svojo lastno glasbo. Njen debitantski singel »Love the Way You Feel« je izdala pri 18 letih, septembra 2019. Kasneje je postala članica skupine Project 12, ki nastopa v nočnih klubih po  Erevanu. Leta 2022 je Brunette izdala single »Gišer«, »Smoke Break« in »Bac kapujt ačqerd«; slednji je postal viralen na družbenih omrežjih.
Dne 1. februarja 2023 je bilo objavljeno, da je bila Brunette interno izbrana za predstavnico Armenije na Pesmi Evrovizije 2023. Njena evrovizijska pesem »Future Lover« je izšla 15. marca 2023. Nastopila je 11. maja 2023 v drugem polfinalu in se uvrstila v finale kjer je zasedla 14. mesto s 122 točkami.
Maja 2024 je podelila točke armenske strokovne žirije na Pesmi Evrovizije 2024.

## Diskografija

### Pesmi
| Naslov                                                                             | Leto | Najvišja uvrstitev na lestvicah | Album |
| Naslov                                                                             | Leto | LTU                             | Album |
| ---------------------------------------------------------------------------------- | ---- | ------------------------------- | ----- |
| »Love the Way You Feel«                                                            | 2019 | —                               | —     |
| »Uzum em urishin«                                                                  | 2020 | —                               | —     |
| »Gisher«                                                                           | 2022 | —                               | —     |
| »Smoke Break«                                                                      | 2022 | —                               | —     |
| »Bac kapuyt achqerd«                                                               | 2022 | —                               | —     |
| »Future Lover«                                                                     | 2023 | 21                              | —     |
| »Dimak«                                                                            | 2023 | —                               | —     |
| »Holiday Nostalgia«                                                                | 2023 | —                               | —     |
| »Aynpes uzum em«                                                                   | 2023 | —                               | —     |
| »Hima tsurt a«                                                                     | 2023 | —                               | —     |
| »Arev es« (skupaj s Parg)                                                          | 2024 | —                               | —     |
| »Superstar Illness«                                                                | 2024 | —                               | —     |
| »U De Mi or«                                                                       | 2024 | —                               | —     |
| »—« označuje singel, ki se ni uvrstil na lestvico ali ni bil izdan na tem ozemlju. |      |                                 |       |